# Phorocera auriceps
Phorocera auriceps là một loài ruồi trong họ Tachinidae.